# Кабачинський Микола Ілліч
Кабачи́нський Микола Ілліч (10 січня 1964, с. Зіньків) — український історик, доктор історичних наук (2007), професор (2008).

## Біографія
Микола Ілліч Кабачинський народився 10 січня 1964 року у селі Зіньків Віньковецького району Хмельницької області. У 1985 році закінчив Київський університет, після випуску викладав у Хмельницькому медичному училищі. З 1994 року викладав у Національній академії Державної прикордонної служби України у м. Хмельницький, 2006 року став заступником начальника кафедри теорії та історії держави і права. З 2009 року займає посаду проректора з наукової роботи у Хмельницькому кооперативному торговельно-економічному інституті.
Очолює штаб громадської організації «Громадянська оборона Хмельниччини».

## Наукова діяльність
М. І. Кабачинський є дослідником історії кордонів, прикордонних формувань та систем охорони порубіжжя й кордонів України. У 1996 році отримав ступінь кандидата педагогічних наук, у 2007 році захистив докторську дисертацію на тему «Становлення та розбудова Прикордонних військ України в 1991—2003 роках» і отримав ступінь доктора історичних наук.

### Праці
- Кабачинський М.І. Історія кордонів та Прикордонних військ України. — Хмельницький : Вид-во Хмельницької міської друкарні, 2000. — 215 с. — ISBN 966-7736-09-1.[2].
- Кабачинський М.І. Історія охорони кордонів України. — Хмельницький : Видавництво Національної академії ДПСУ, 2005. — 355 с. — ISBN 966-8056-11-6.[2].
- Кабачинський М.І. На варті рубежів Батьківщини: прикордонні війська України в 1991-2003 роках. — Хмельницький : Видавництво Національної академії ДПСУ, 2006. — 564 с. — ISBN 966-8056-16-7.[2].
- Кабачинський М.І. Історія кордонів України: навч. посібник. — Хмельницький : НАДПСУ, 2008. — 344 с. — 47 прим.[3]
- Кабачинський М.І., Виноград О.В. Розвиток прикордонної кінології в умовах впровадження технічних засобів охорони державного рубежу (кінець 1950-х – 1991 рр.) // Збірник наукових праць Національної академії Державної прикордонної служби України імені Богдана Хмельницького. — Хмельницький, 2009. — (Військові та технічні науки)
- Кабачинський М.І. та ін. Політичні аспекти формування та охорони державного кордону: навч. посіб. для слухачів, курсантів та студентів ВНЗ. — Хмельницький : Вид-во НАДПСУ, 2015. — 399 с. — 300 прим. — ISBN 978-617-7247-03-5.[2].